# إميلي هاربر
إميلي هاربر (بالإنجليزية: Emily Harper)‏ (و. 1978 – م) هي ممثلة، وممثلة تلفزيونية، من الولايات المتحدة الأمريكية، ولدت في سينسيناتي، أوهايو.

## وصلات خارجية
- إميلي هاربر على موقع IMDb (الإنجليزية)
- إميلي هاربر على موقع ألو سيني (الفرنسية)
- إميلي هاربر على موقع كينوبويسك (الروسية)